# Staza Suzuka
Staza Suzuka ili službeno Suzuka International Racing Course (japanski: 鈴鹿サーキット) je trkaća staza smještena u gradu Suzuka u Japanu. Staza je bila dio kalendara Formule 1 od 1987. do 2006. Nakon dvije godine izbivanja opet se vratila 2009. i od tada do danas Velika nagrada Japana se vozi na ovdje. Staza je i dio kalendara prvenstva Super Formule. 

## Konfiguracija staze
Zavoji su pretežno srednje brzi i brzi te su često dugoga trajanja, poput zavoja Spoon ili lijevoga zavoja koji spaja S-zavoje u prvom sektoru i Degnere u drugom sektoru. Jedina dva spora zavoja su ukosnica u drugom sektoru te spora šikana u trećem sektoru koja vodi na startno ciljni pravac. S konfiguracijom osmice, Suzuka podjednako troši lijeve i desne gume. Potrošnja guma i termalna degradacija su izuzetno visoki, a tijekom kruga na Suzuki kroz gume prođe velika količina energije. Zbog puno zavoja na stazi, momčadi koriste srednje do visoke aerodinamičke postavke kako bi pritisnuli gume na podlogu i vozačima omogućili bržu vožnju kroz zavoje, kasnije kočenje i ranije ubrzanje, što dodatno opterećuje gume iako im donekle i pomaže jer se smanjuje klizanje.

## Vanjske poveznice
- Circuit Suzuka F1stats